# Швариха (Кировская область)
Швариха — село в Нолинском районе Кировской области России. Административный центр Шварихинского сельского поселения.

## География
Село находится на юге центральной части Кировской области, в зоне хвойно-широколиственных лесов, в пределах Волго-Вятской низменности, на левом берегу реки Лудяна, на расстоянии приблизительно 17 км (по прямой) к западу-юго-западу (WSW) от города Нолинск, административного центра района. Абсолютная высота — 141 м над уровнем моря.
Климат
Климат характеризуется как умеренно континентальный, с тёплым летом и морозной снежной зимой. Средняя температура воздуха самого холодного месяца (января) составляет −14,2 °C (абсолютный минимум — −46 °С); самого тёплого месяца (июля) — 18,4 °C (абсолютный максимум — 37 °С). Безморозный период длится в течение 132 дней. Годовое количество атмосферных осадков — 545 мм, из которых 379 мм выпадает в период с апреля по октябрь. Устойчивый снежный покров образуется в середине ноября и держится 160—170 дней.
Часовой пояс
Село Швариха, как и вся Кировская область, находится в часовой зоне МСК (московское время). Смещение применяемого времени относительно UTC составляет +3:00.

## Население
| 2010 |
| ---- |
| 774  |

Половой состав
По данным Всероссийской переписи населения 2010 года, в гендерной структуре населения мужчины составляли 44,7 %, женщины — соответственно 55,3 %.
Национальный состав
Согласно результатам переписи 2002 года, в национальной структуре населения русские составляли 98 % из 899 чел.

## Улицы
| - ул. 40 лет Победы, - ул. Луговая, - ул. Набережная, - ул. Первомайская, | - ул. Полевая, - ул. Советская, - ул. Труда, - ул. Юбилейная. |